# Caprezzo
Caprezzo (Cravess in piemontese, Cavresch in dialetto intrese) è un comune italiano di 175 abitanti della provincia del Verbano-Cusio-Ossola in Piemonte. Tutto il suo territorio è compreso nel Parco Nazionale della Val Grande.
Caprezzo è il paese natale di Baldassare Verazzi, pittore ottocentesco e autore del quadro più rappresentativo delle risorgimentali Cinque giornate di Milano.

## Storia
Caprezzo è stato citato per la prima volta nell'archivio capitolare di Intra nell'anno 1125/1128, quando un tale Pietro Spallador di Capricio doveva pagare otto denari e un amiscere (una contribuzione in natura). Nei secoli seguenti il paese fu menzionato in modo di Capricium, Cavretium o Capretium e faceva parte della „Comunità della Vallintrasca“, comunità già nominata in una carta del 946. Caprezzo fu soggetta al Contado di Angera, al Castello in Pallanza, alla città di Novara e poi al Ducato di Milano. Dal 1466 al 1797 Caprezzo fu un feudo dei Borromeo.
Nel 1486 c'era già una piccola chiesa a Caprezzo. Il 18 novembre 1617 Caprezzo diventava una parrocchia.
L'economia si basava sulla cultura del vino e canapa, l'allevamento di bovini e pecore e la vendita di castagne, noci e legna da ardere. I prodotti vennero anche commerciati sul Lago Maggiore a Milano e in Svizzera. Non essendo sufficiente il reddito del paese per vivere, la maggior parte dell'anno erano assenti i due terzi degli uomini, e molti emigravano in Lombardia e dal 1860 anche all'estero, Svizzera e Francia, svolgendo il lavoro di muratore e cementista.
Nel 1944 Caprezzo era al confine della Repubblica partigiana dell'Ossola.

### Simboli
Il comune non ha ancora adottato uno stemma ufficiale. Tuttavia, in determinati ambiti, risulta in uso uno stemma non ufficiale, disegnato da terzi in maniera del tutto autonoma dall'amministrazione comunale, così blasonato:

## Monumenti e luoghi d'interesse
Caprezzo è attraversato da numerosi ruscelli, che fornivano l'acqua per diverse attività:
- un mulino della Latteria Sociale, fondato nel 1876, dove si produceva del burro
- due grandi lavatoi, eretti da Pietro Verazzi nel 1885

Dalla chiesa parrocchiale di San Bartolomeo, eretta fra 1610 e 1617, parte una via crucis che conduce alla Madonnina del sasso. Questa chiesetta venne costruita per un voto a seguito della peste del 1630. La prima domenica di luglio viene fatta una processione e dopo la messa viene effettuato l'incanto, una tradizionale asta con i prodotti locali offerti dai cittadini per il sostentamento del parroco e della pieve.
Alcune case possiedono ancora tetti di pietra, che in caso di ristrutturazioni vengono però spesso sostituiti dalle più economiche tegole.

## Società

### Evoluzione demografica
Abitanti censiti

### Istituzioni, enti e associazioni
L'associazione culturale Pro Loco cura alcune iniziative per creare momenti di incontro tra villeggianti e locali.

## Amministrazione
Di seguito è presentata una tabella relativa alle amministrazioni che si sono succedute in questo comune.
| Periodo        | Periodo        | Primo cittadino       | Partito                            | Carica  | Note  |
| -------------- | -------------- | --------------------- | ---------------------------------- | ------- | ----- |
| 26 maggio 2014 | 27 maggio 2019 | Alberto Barbini       | lista civica Vivere Caprezzo       | Sindaco | [ 7 ] |
| 27 maggio 2019 | 9 giugno 2024  | Pierangelo Ballardini | lista civica Continuità e sviluppo | Sindaco | [ 7 ] |
| 10 giugno 2024 | in carica      | Massimo Bocci         | lista civica Guardiamo al futuro   | Sindaco | [ 7 ] |

### Altre informazioni amministrative
Fa parte dell'unione montana di comuni Valgrande e del Lago di Mergozzo.